# Ghost Ship Games
Ghost Ship Games ApS — датський розробник і видавець відеоігор зі штаб-квартирою у Копенгагені. В 2017 році, міноритарний пакет акцій компанії був придбаний видавцем їх першої гри Deep Rock Galactic, Coffee Stain Studios, а вже в 2021 році компанію разом зі всією ІВ придбав шведський холдинговий гігант Embracer Group, зробивши її дочірньою компанію свого оперативного підрозділу Coffee Stain Holding.

## Історія
Ghost Ship Games була заснована навесні 2016 року командою з п’яти колишніх співробітників ліквідованої на той час Press Play. Генерального директора Сьорена Лундгора було запрошено до компанії невдовзі після її відкриття. Лундгор і Педерсен разом працювали в ігровій студії Deadline Games більше десяти років, і кожен із шести засновників мав досвід управління студією. Новостворена команда почала роботу над кооперативним шутером, який за їх словами був «поєднанням Minecraft і Left 4 Dead». У лютому 2017 року шведський розробник і видавець Coffee Stain Studios придбав 30% акцій компанії разом з правами на видавництво їх першої гри, що отримала назву Deep Rock Galactic.
28 лютого 2018 року видавництво Coffee Stain Publishing випустили Deep Rock Galactic у дочасний доступ. Проєкт отримав позитивні відгуки від спільноти і до вересня 2018 року гра зібрала приблизно 300 тис. гравців. 13 травня 2020 року відбувся повноцінний реліз гри після більш ніж двох років у дочасному доступі.
У серпні 2021 року материнська компанія Coffee Stain, Embracer Group, придбали решту 70% акцій Ghost Ship Games, що зробило студію дочірньою компанією Coffee Stain Holding. У листопаді 2021 року Ghost Ship повідомили про 3 млн проданих копій Deep Rock Galactic і портування гри на PlayStation 4 і PlayStation 5 до січня 2022 року. Станом на червень 2022 року, продажі гри становили близько 4 млн копій.
У лютому 2023 року компанія Ghost Ship Games анонсувала свій перехід у статус видавця, самостійно випустивши Deep Rock Galactic: Survivor (однокористувацький спіноф Deep Rock Galactic), SpellRogue і DarkSwarm.

## Розроблені відеоігри
| Рік  | Назва                          | Платформи                                                                  | Видавці                 | Дж.    |
| ---- | ------------------------------ | -------------------------------------------------------------------------- | ----------------------- | ------ |
| 2020 | Deep Rock Galactic             | Microsoft Windows, PlayStation 4, PlayStation 5, Xbox One, Xbox Series X/S | Coffee Stain Publishing | [ 3 ]  |
| ЩНВ  | Deep Rock Galactic: Rogue Core | Microsoft Windows                                                          | Ghost Ship Publishing   | [ 12 ] |

## Видані відеоігри
| Рік  | Назва                                          | Платформи         | Розробники       | Дж.    |
| ---- | ---------------------------------------------- | ----------------- | ---------------- | ------ |
| 2023 | Deep Rock Galactic: Survivor                   | Microsoft Windows | Funday Games     | [ 13 ] |
| 2024 | SpellRogue (ранній доступ)                     | Microsoft Windows | Guidlight Games  | [ 11 ] |
| 2025 | Dinolords (ранній доступ)                      | Microsoft Windows | Northplay        | [ 11 ] |
| 2025 | Deep Rock Galactic: Rogue Core (ранній доступ) | Microsoft Windows | Ghost Ship Games | [ 12 ] |
| ЩНВ  | DarkSwarm                                      | Microsoft Windows | Bitfire Games    | [ 11 ] |